# Lukas Nilsson
Lukas Eric Oliver Nilsson (Ystad, 1996. november 16. –) svéd válogatott kézilabdázó, az Aalborg Håndbold balátlövője.

## Pályafutása

### Klubcsapatban
Lukas Nilsson szülővárosának csapatában, az Ystads IF-ban kezdte pályafutását. 2016 nyarán szerződött a német Bundesligában szereplő THW Kielhez. A német csapattal 2017-ben kupagyőzelmet ünnepelhetett. 2018 márciusában szerződését meghosszabbította 2021 nyaráig. A Kiellel összességében kétszer nyert Német Kupát, egy alkalommal pedig EHF-kupát, 204 tétmérkőzésen 562 gólt lőtt a csapat színeiben. 2020 júliusában kérte a szerződésének felbontását és a Rhein-Neckar Löwenhez igazolt.

### A válogatottban
2015 nyarán az U21-es korosztályos válogatottal részt vett a brazíliai világbajnokságon, ahol 5. lett a svéd csapat. A svéd válogatottban 2015 novemberében mutatkozott be. Szerepelt a 2016-os Európa-bajnokságon és olimpián, 2017-ben tagja volt a világbajnoki ezüstérmes svéd válogatottnak. 

## Sikerei, díjai
THW Kiel
- Német kupagyőztesː 2017, 2019
- EHF-kupa-győztes: 2019

## Statisztikája a német Bundesligában
| Szezon    | Bajnokság | Csapat     | Mérkőzés | Gól | Gól hétméteresből | Akciógól |
| --------- | --------- | ---------- | -------- | --- | ----------------- | -------- |
| 2016–17   | THW Kiel  | Bundesliga | 34       | 078 | 0                 | 078      |
| 2017–18   | THW Kiel  | Bundesliga | 34       | 111 | 0                 | 111      |
| 2018–19   | THW Kiel  | Bundesliga | 033      | 100 | 0                 | 100      |
| 2019–20   | THW Kiel  | Bundesliga | 024      | 048 | 0                 | 048      |
| 2016–2020 | Összesen  | Bundesliga | 125      | 337 | 0                 | 337      |